# Onega (Fluss)
Die 416 km lange Onega (russisch Оне́га) ist ein Fluss im Nordwesten des europäischen Teils Russlands. Sie bildet den Abfluss des Latschasees und mündet bei der Hafenstadt Onega in die Onegabucht des Weißen Meeres.

## Beschreibung
Die Onega verlässt den Latschasee an seinem nordöstlichen Ufer bei Kargopol im Südwesten der Oblast Archangelsk. Von dort fließt sie in einem breiten Tal in vorwiegend nördlicher und nordöstlicher Richtung durch die dünnbesiedelte Taiga.
Bei Mirny passiert sie das Kosmodrom Plessezk und biegt anschließend in vorwiegend nordwestliche Richtungen ab. Etwa 75 km vor ihrer Mündung teilt sich die Onega bei Anziferowski Bor in zwei Flussarme auf, die Große und die Kleine Onega (russisch Большая bzw. Малая Онега). Bei Ust-Koscha vereinen sich die beiden Arme wieder und bilden so eine rund 20 km durchmessende Flussinsel. Wenig später erreicht die Onega unterhalb der Stadt Onega die nach ihr benannte Onegabucht des Weißen Meeres.

## Hydrologie und Nutzung
Die Onega zeigt einen nivo-pluvialen Abflussgang mit einem ausgeprägten Maximum des Abflusses zur Zeit der Schneeschmelze im Mai und Juni und einem deutlich kleineren, von Regen verursachten Nebenmaximum im Oktober. Das jährliche Abflussminimum fällt in den März. Zwischen Ende Oktober und Anfang Dezember beginnt die Onega zuzufrieren. Durchschnittlich Mitte April bis Anfang Mai bricht das Eis, anschließend folgt das jährliche Frühjahrshochwasser.
In der eis- und hochwasserfreien Zeit ist die Onega abschnittsweise schiffbar, wichtigster Hafen ist Onega.
Im Bereich ihrer Mündung wirken sich die Gezeiten des Weißen Meeres bereits auf die Onega aus, sie weist einen Tidenhub von 1,5 m auf.